# Joana Costa
Joana Ribeiro Costa (* 15. Mai 1981 in São Paulo) ist eine ehemalige brasilianische Leichtathletin, die sich auf den Stabhochsprung spezialisiert hat und ihren größten Erfolg mit dem Südamerikameisterschaftstitel 2005 feierte.

## Sportliche Laufbahn
Erste internationale Erfahrungen sammelte Joana Costa im Jahr 1998, als sie bei den Juniorensüdamerikameisterschaften in Córdoba mit übersprungenen 3,25 m die Bronzemedaille gewann. Im Jahr darauf belegte sie bei den Panamerikanischen Juniorenmeisterschaften in Tampa mit 3,65 m den vierten Platz und anschließend gewann sie bei den Juniorensüdamerikameisterschaften in Concepción mit 3,70 m die Silbermedaille. 2000 belegte sie bei den Ibero-Amerikanischen Meisterschaften in Rio de Janeiro mit 3,50 m den achten Platz und in den folgenden Jahren studierte sie an der Clemson University in den Vereinigten Staaten. 2004 gelangte sie bei den Ibero-Amerikanischen Meisterschaften in Huelva mit 4,10 m auf den sechsten Platz und im Jahr darauf siegte sie bei den Südamerikameisterschaften in Cali mit einer Höhe von 4,20 m. Anschließend gelangte sie bei der Sommer-Universiade in Izmir mit 4,00 m auf den neunten Platz. 2006 gewann sie bei den Ibero-Amerikanischen Meisterschaften in Ponce mit 4,10 m die Silbermedaille hinter ihrer Landsfrau Fabiana Murer und anschließend belegte sie bei den Südamerikameisterschaften in Tunja mit 3,90 m den vierten Platz. Im Jahr darauf gewann sie bei den Südamerikameisterschaften in São Paulo mit 4,20 m die Bronzemedaille hinter ihrer Landsfrau Fabiana Murer und Alejandra García aus Argentinien. Anschließend belegte sie bei den Panamerikanischen Spielen in Rio de Janeiro mit 4,20 m den fünften Platz und daraufhin wurde sie bei den Studentenweltspielen in Bangkok mit 4,15 m Neunter. Zudem schied sie bei den Weltmeisterschaften in Osaka mit übersprungenen 4,05 m in der Qualifikationsrunde aus. 2008 verpasste sie bei den Hallenweltmeisterschaften in Valencia mit 4,15 m den Finaleinzug und im Juni siegte sie mit 4,20 m bei den Ibero-Amerikanischen Meisterschaften in Iquique.
Nach mehreren weniger erfolgreichen Jahren blieb sie 2013 bei den Südamerikameisterschaften in Cartagena ohne eine Höhe und 2016 gewann sie bei den Ibero-Amerikanischen Meisterschaften in Rio de Janeiro mit 4,10 m die Bronzemedaille hinter ihrer Landsfrau Fabiana Murer und Diamara Planell aus Puerto Rico. Anschließend nahm sie an den Olympischen Sommerspielen ebendort teil und schied dort mit 4,15 m in der Qualifikationsrunde aus. Im Jahr darauf gewann sie bei den Südamerikameisterschaften in Luque mit 4,20 m die Silbermedaille hinter der Venezolanerin Robeilys Peinado. Sie setzte ihre Karriere bis 2021 fort und beendete dann ihre aktive sportliche Laufbahn im Alter von 40 Jahren.
In den Jahren 1999 und 2004 wurde Costa brasilianische Meisterin im Stabhochsprung.